# Hội Nhà báo Độc lập Việt Nam
Hội Nhà báo Độc lập Việt Nam là một hội "chuyên nghiệp báo chí độc lập", một tổ chức "xã hội dân sự", được thành lập vào ngày 4 tháng 7 năm 2014 tại Thành phố Hồ Chí Minh, có mục đích: "phục vụ cho các nhà báo không phân biệt người trong nước và người ngoài nước, các cộng tác viên báo chí độc lập, và cả những nhà báo quốc doanh".
Hội Nhà báo Độc lập Việt Nam không có tư cách pháp nhân và không được pháp luật Việt Nam công nhận.

## Hình thành
Khái niệm thành lập hội bắt nguồn từ Câu lạc bộ Nhà báo Tự do của Điếu Cày (Nguyễn Văn Hải). Tổ chức đó sau khi thành hình năm 2007, Nguyễn Văn Hải bị truy tố và tổ chức đó tan vỡ.
Trong cuộc phỏng vấn với phóng viên Auskar Surbakti của đài ABC TV 24 Australian vào ngày 28 tháng 7 năm 2014, Chủ tịch Phạm Chí Dũng nói là: "Nếu họ có tự do báo chí, tự do ngôn luận ở Việt Nam thì họ không cần phải lập hội này... Hội này gồm những người mà muốn có tiếng nói độc lập, muốn chỉ trích những chính sách sai lầm của chính phủ."

## Cơ cấu tổ chức ban đầu
Ban lãnh đạo:
Chủ tịch: Nhà báo Phạm Chí Dũng, phụ trách chung các hoạt động của Hội.
Phó chủ tịch thường trực: Nhà báo, linh mục Anton Lê Ngọc Thanh, phụ trách khu vực miền Nam và trang báo của Hội. (sau rút khỏi Hội)
Phó chủ tịch: Nhà báo Nguyễn Tường Thụy, phụ trách khu vực miền Bắc.
Phó chủ tịch: Nhà báo Bùi Minh Quốc, phụ trách khu vực miền Trung.
Uỷ viên: Nhà báo Ngô Nhật Đăng, trị sự hai trang báo: Việt Nam Thời Báo và Vietnam Times là cơ quan ngôn luận của Hội. (sau bị khai trừ khỏi Hội)
Vào lúc thành lập, hội có 42 thành viên với bốn chi hội gồm ba miền trong nước và hải ngoại. Sau đó 2 thành viên đã xin rút ra, cùng với số thành viên mới hội hiện có 76 người, trong đó 11 người ở hải ngoại.

## Vinh danh
Chủ tịch Phạm Chí Dũng và Phó Chủ tịch Lê Ngọc Thanh là 2 trong số 3 nhà báo và blogger Việt Nam được tổ chức Phóng viên Không Biên giới phong làm 'Anh hùng Thông tin' nhân Ngày Tự do Báo chí thế giới 2014. Người thứ 3 là blogger Trương Duy Nhất mà đã bị Tòa án Nhân dân Tối cao Thành phố Đà Nẵng y án sơ thẩm 2 năm tù hôm 26 tháng 6 năm 2014 vì vi phạm điều 258, Bộ luật Hình sự Việt Nam.

## Bị bắt
- Ngày 29 tháng 11 năm 2019, Chủ tịch Phạm Chí Dũng bị bắt giữ về tội "Làm, tàng trữ, phát tán hoặc tuyên truyền thông tin, tài liệu, vật phẩm nhằm chống Nhà nước Cộng hòa xã hội chủ nghĩa Việt Nam" theo Điều 117 - Bộ luật Hình sự năm 2015 (sửa đổi, bổ sung năm 2017) [9]
- Ngày 24 tháng 5 năm 2020, Phó Chủ tịch Nguyễn Tường Thụy bị bắt tạm giam để điều tra về tội "Làm, tàng trữ, phát tán hoặc tuyên truyền thông tin, tài liệu vật phẩm nhằm chống Nhà nước Cộng hoà xã hội chủ nghĩa Việt Nam”, quy định tại Điều 117 Bộ luật Hình sự.[10]
- Lê Hữu Minh Tuấn, một thành viên trẻ của Hội Nhà Báo Độc Lập Việt Nam, tham gia từ 2015, vào ngày 12 tháng 6 bị cơ quan chức năng thành phố Hồ Chí Minh triệu tập làm việc và bắt đưa về Trại giam Chí Hòa.[11]

## Sự cố
Ngày 28 tháng 7 năm 2014, Hội ra thông báo số 2, cho biết chỉ sau 10 ngày khởi sự, trang mạng Việt Nam Thời Báo, cơ quan ngôn luận chính thức của Hội Nhà báo độc lập Việt Nam, đã bị hacker phá hoại khiến nhiều độc giả không thể truy cập được.
Ngày 4 tháng 9 năm 2014, Hội ra thông báo số 5  theo đó:
- "Từ ngày 1/9/2014, trang Facebook mang tên Việt Nam Thời Báo do ông Ngô Nhật Đăng điều hành không còn mang danh nghĩa là một trang báo của Hội NBĐLVN, cũng không còn mối liên quan nào với Hội NBĐLVN về quan điểm, nội dung, nhân sự và tài chính." Ông Ngô Nhật Đăng đã được Ban lãnh đạo Hội phân công, điều hành trang Facebook Việt Nam Thời Báo với chức trách biên tập chính. Ban lãnh đạo Hội cho là ông ta đã có một số biểu hiện trên trang FB VNTB vi phạm Điều lệ Hội NBĐLVN. Cho nên:
- Hiện thời, tờ báo duy nhất của Hội NBĐLVN là trang web điện tử Việt Nam Thời Báo.
- Hội NBĐLVN cũng có các kênh mạng xã hội liên quan như: Google Plus+; Fanpage; Twitter.

## Các hoạt động dân sự và truyền thông
Từ ngày thành lập (4 tháng 7 năm 2014), Hội NBĐLVN đã có một số hoạt động đáng kể sau:
- Tham dự Hội thảo "Truyền thông phi nhà nước" do Đại sứ quán Úc tổ chức tại Hà Nội.
- Ra tuyên bố số 2 Ủng hộ phong trào "Tôi muốn biết" Lưu trữ ngày 4 tháng 12 năm 2014 tại Wayback Machine
- Ra Tuyên bố về quyền tự ứng cử của công dân (Statement on citizens' right to stand for election) Lưu trữ ngày 4 tháng 12 năm 2014 tại Wayback Machine
- Ra Tuyên bố bảo vệ di sản thiên nhiên Sơn Đoòng (DECLARATION RE. THE PROTECTION OF SON DOONG)

### Ứng cử quốc hội 2016
Hội Nhà báo Độc lập Việt Nam có 03 thành viên tự ứng cử: Bùi Minh Quốc ở Đà Lạt, Nguyễn Tường Thụy ở Hà Nội, Nguyễn Văn Thạnh ở Đà Nẵng.

## Ý kiến

### Báo trong nước
- Báo Petrotimes cho đây là một nhóm người núp bóng tổ chức xã hội dân sự lập hội cho những blogger đội lốt dân chủ, chống phá Nhà nước, "dựa hơi Mỹ", "mưu đồ cách mạng hoa nhài".[15]
- Tổ chức này bị báo Quân đội Nhân dân chỉ trích là "thành lập trái pháp luật"[16]

### Báo ngoài nước
- Viết trên báo đài RFA, Nguyễn Công Bằng, chủ tịch Đảng Vì Dân Việt Nam, cho rằng, việc Hội Nhà báo Độc lập Việt Nam đã khẳng định quyền tự do ngôn luận và tự do lập hội của mình, đưa đến nhiều hy vọng để chấm dứt nạn độc tài, tham ô và bất công.[17]